# 雅克·布罗丹
雅克·布罗丹（法語：Jacques Brodin，1946年12月22日—2015年10月1日），法国男子击剑运动员。他曾代表法国参加1964年和1972年夏季奥林匹克运动会击剑比赛，其中1964年奥运会获得一枚铜牌。